# Team Polti VisitMalta
Polti-Kometa is een continentale wielerploeg die in 2018 werd opgericht. Het team maakt deel uit van het Fundación Alberto Contador. Daarnaast is de ploeg als opleidingsploeg verbonden aan Trek-Segafredo. Van 2018-2020 bezat het een Spaanse licentie, in 2021 een Italiaanse.
In februari 2018 behaalde Matteo Moschetti de eerste zege voor de ploeg: de eerste etappe in de Ronde van Antalya. Eerder die maand was Diego Pablo Sevilla al bovenaan het bergklassement van de Ronde van de Provence geëindigd.
In 2022 en 2023 was de ploeg zeer actief in de Ronde van Italië. Waar de ploeg in 2021 haar eerste etappe won met Lorenzo Fortunato. In 2022 wist de ploeg dat kunstje niet te herhalen, maar waren ze wel veelal aanwezig in de vlucht van de dag. In 2023 was het Davide Bais die een etappezege haalde in de Giro. Bais reed eveneens meerdere etappes in de bergtrui.

## Grote rondes
| Jaar | Ronde van Italië      | Ronde van Italië      | Ronde van Frankrijk | Ronde van Frankrijk | Ronde van Spanje   | Ronde van Spanje |
| Jaar | hoogste klassering    | etappewinst           | hoogste klassering  | etappewinst         | hoogste klassering | etappewinst      |
| ---- | --------------------- | --------------------- | ------------------- | ------------------- | ------------------ | ---------------- |
| 2021 | 16e Lorenzo Fortunato | 14e Lorenzo Fortunato | geen deelname       | geen deelname       | geen deelname      | geen deelname    |
| 2022 | 15e Lorenzo Fortunato |                       | geen deelname       | geen deelname       | geen deelname      | geen deelname    |
| 2023 | 21e Lorenzo Fortunato | 7e Davide Bais        | geen deelname       | geen deelname       | geen deelname      | geen deelname    |
| 2024 | 13e Davide Piganzoli  |                       | geen deelname       | geen deelname       | geen deelname      | geen deelname    |
| 2025 | 14e Davide Piganzoli  |                       |                     |                     |                    |                  |

## Overwinningen
| 2018 Bergklassement Ronde van de Provence: Diego Pablo Sevilla 1e etappe Ronde van Antalya: Matteo Moschetti 4e etappe Ronde van Antalya: Matteo Moschetti Puntenklassement Ronde van Antalya: Matteo Moschetti Jongerenklassement Ronde van Antalya: Awet Habtom Grote Prijs van Rhodos: Matteo Moschetti | 2e etappe Ronde van Rodos: Matteo Moschetti 4e etappe Ronde van Normandië: Matteo Moschetti 7e etappe Ronde van Normandië: Matteo Moschetti ZLM Tour: Matteo Moschetti 1e etappe Ronde van de Aostavallei: Kevin Inkelaar 2e etappe Ronde van Burgos: Matteo Moschetti 2e etappe Ronde van Hongarije: Matteo Moschetti |

| 2019 3e etappe Ronde van de Aostavallei: Michel Ries | 0 4e etappe Ronde van de Aostavallei: Juan Pedro López |

| 2020 1e etappe Girobio: Alexander Ropero | 0 |

2021
14e etappe Ronde van Italië: Lorenzo Fortunato
2e etappe Adriatica Ionica Race: Lorenzo Fortunato
Eind-, bergklassement Adriatica Ionica Race: Lorenzo Fortunato
2022-2024
Zie de jaarpagina's
Kampioenschappen
2021
NK tijdrijden Hongarije: Erik Fetter
2021 · 2022 · 2023 · 2024 · 2025
Burgos-Burpellet-BH · Caja Rural-Seguros RGA · Equipo Kern Pharma · Euskaltel-Euskadi · Israel-Premier Tech · Lotto · Q36.5 Pro Cycling Team · Solution Tech-Vini Fantini · Team Corratec-Vini Fantini · Team Flanders-Baloise · Team Novo Nordisk · Polti VisitMalta · TotalEnergies · Tudor Pro Cycling Team · Unibet Tietema Rockets · Uno-X Mobility · VF Group-Bardiani CSF-Faizanè · Wagner Bazin WB
Zie ook: UCI ProSeries · Continental Circuits
Albanese · Archibald · Bais · Belletti · Christian · Dina · Fancellu · Fetter · Fortunato · Frapporti · García · Gavazzi · Grávalos · Pacioni · Ravasi · Rivi · Ropero · Sevilla · Viegas · Wackermann · Hernaiz (stagiair) · Martin (stagiair) · Piganzoli (stagiair)
Albanese · Bais · Bevilacqua · Christian · Dina · Fancellu · Fedeli (vanaf 20/6) · Fetter · Fortunato · García · Gavazzi · Grávalos · Lonardi · Maestri · Á. Martín · D. Martín · Ravasi · Rivi · Ropero · Rosa · Sevilla · Viegas · Montoli (stagiair) · Muñoz (stagiair) · Pietrobon (stagiair)
Albanese · D. Bais · M. Bais · Bevilacqua · Fancellu · Fetter · Fortunato · Garosio · Gavazzi · Lonardi · Maestri · Á. Martín · D. Martín · Pietrobon · Piganzoli · Raccani (tot 9/8) · Rivi · Serrano · Sevilla · Tercero · De Cassan (stagiair) · Muñoz (stagiair)
D. Bais · M. Bais · De Cassan · Double · Fabbro · Fetter · Garosio · Gómez · Lonardi · Maestri · Á. Martín · D. Martín · Muñoz · Peñalver · Pietrobon · Piganzoli · Restrepo · Serrano · Sevilla · Tercero · Bagnara (stagiair) · Buttigieg (stagiair)  · Raccagni (stagiair)